# 송병기
송병기(宋炳琪, 1962년 3월 10일~)는 대한민국의 교통, 토목 공학자이자, 공무원, 정치인이다.

## 경력
- 울산광역시 교통정책연구원
- 1998년 3월 ~ 2002년 5월 울산광역시청 교통기획단 교통정책연구담당(5급 상당)[1]
- 2003년 4월 울산광역시청 교통기획단장
- 2003년 4월 경부고속철도 울산역 설치에 관한 당위성 분석연구에 참여[2]
- 2003년 8월 울산 관내에 모노레일, 노면전차를 도입, 신설[3]
- 2004년 10월 울산광역시청 교통건설국 교통기획과장[4]
- 2005년 2월 울산시 관내에 지능형 교통시스템, 버스 도착시간 안내시스템 도입[5]
- 2008년 7월 17일 개방형직위 3급으로 승진임용[6], 울산시 교통건설국장에 임명[7]
- 2008년 7월 울산 남구 무거동 신복로터리의 제2공업탑 철거 논란시 판단보류, “제2공업탑을 철거한다고 신복로터리의 교통 체증이 해소된다는 연구 결과가 아직은 없다”며 “좀 더 면밀한 연구와 시민 여론 수렴 절차를 거쳐 철거 여부를 결정할 것”이라고 밝혔다.[8]
- 2008년 11월 울산에 노면전차를 재개통[9]
- 2008년 11월 ~ 2009년 6월 재해예방사업 조기발주 추진단 설치, 단장 겸직[10]
- 2015년 7월 지방부이사관 퇴직
- 2015년 12월 ~ 2017년 울산발전연구원 공공투자센터 센터장
- 2018년 8월 ~ 울산광역시 경제부시장